# Cono cinerítico White Chuck
White Chuck es un cono de ceniza ubicado en Washington, Estados Unidos. Fue descubierto por primera vez en 1934 y tiene una elevación de 1834 metros.
Sobre la base de la erosión glacial en el cono de ceniza, es probable que tenga entre 2.000 y 17.000 años.